# Calystegia malacophylla
Calystegia malacophylla là một loài thực vật có hoa trong họ Bìm bìm. Loài này được (Greene) Munz mô tả khoa học đầu tiên năm 1968.